# U 207
U 207 war ein deutsches U-Boot des Typs VII C, welches im Zweiten Weltkrieg als „Atlantikboot“ zum Einsatz kam.

## Geschichte
U 207 wurde am 16. Oktober 1939, als siebentes Boot der Serie U 201 bis U 212, bei der Friedrich Krupp Germaniawerft in Kiel-Garden in Auftrag gegeben. Die Kiellegung mit der zeitweiligen Bezeichnung „Neubau 636“ fand am 14. August 1940 statt, der Stapellauf erfolgte am 24. April 1941. Die Indienststellung unter Oberleutnant zur See Fritz Meyer, ehemals Kommandant des Typ VII A Schulbootes U 34, fand schließlich am 7. Juni 1941 statt. Die Patenschaft von U 207 übernahm die Stadt Weimar. Einige Vertreter der Stadt überreichten dem Kommandanten das damalige Stadtwappen, ein Hakenkreuz-ähnliches Kreuz auf einem weißen Schild, unter welchem der Stadtname stand. Das Boot führte auch eine eigene Maling am Turm: einen Elefanten, welcher dem Premierminister Churchill auf den Kopf trampelte. Dieses Maling übernahm Oberleutnant Meyer von U 34.

## Einsatzstatistik

### Erste Unternehmung
Das Boot verließ am 24. August 1941 den Hafen von Trondheim zur ersten Feindfahrt in den Nordatlantik. Auf dieser 19-tägigen Fahrt operierte U 207 im Nordatlantik, südlich von Island und südlich vom grönländischen Angmagsalik. Am 27. August wurde das Boot in der Gruppe Markgraf auf den Geleitzug HX 145 angesetzt, der aber nicht gefunden wurde. Am 9. September wurde der Geleitzug SC 42 gesichtet, auf den U 207 und die weiteren Boote der Gruppe Markgraf angesetzt wurden. Kommandant Meyer griff in der Nacht zum 11. September den Geleitzug an und konnte die beiden britischen Frachter Stonepool mit 4803 BRT, der bereits am 13. Oktober 1939 von Kptlt Daus' Typ IX A Boot U 42 beschädigt worden war, und Berury mit 4924 BRT versenken. Möglicherweise hat Kommandant Meyer ebenfalls den kanadischen Frachter Randa mit 1558 BRT versenkt. Da U 207 kurz darauf selbst versenkt wurde, liegen keine Angaben durch das KTB vor.

### Versenkung
Am Morgen des 11. September 1941 wurde die Geleitzugsicherung verstärkt. Dabei wurde U 207 von einem Flugzeug gesichtet, worauf die HMS Leamington und die HMS Veteran der Escort Group 2 auf das Boot angesetzt wurden, die es vor dem Geleitzug sichteten und zum Tauchen zwangen. Das Boot wurde in drei Anläufen mit 21 Wasserbomben versenkt. Alle 41 Besatzungsmitglieder kamen ums Leben.